# Hiroya Iwakabe
Hiroya Iwakabe (岩壁 裕也 Iwakabe Hiroya?), född 17 maj 1994 i Kanagawa prefektur, är en japansk fotbollsspelare.
Iwakabe började sin karriär 2017 i YSCC Yokohama.